# Casal Font
El Casal Font és una casa de Gelida (Alt Penedès) protegit com a bé cultural d'interès local, construïda a la primeria del segle xx per Alexandre Font segons els plans de l'arquitecte Josep Masdéu i Puigdemasa.

## Descripció
És un edifici monumental, reproducció d'una masia catalana de tipus basilical, o sia, a dos vessants i un cos central més elevat. Es compon de baixos, dues plantes i el cos central que actua de miradors, i galeries, seguint l'estil tradicional català de porta dovellada, grans finestrals i arquets, rellotge de sol i plafons ceràmics a la façana. Hom troba una gran entrada amb salons a banda i banda —un dels quals amb llar de foc— i una escala que condueix al segon pis on hi ha les cambres, dividides per un passadís central, d'on parteix una altra escala que puja al mirador.

## Història
Construïda pel novel·lista barceloní Alexandre Font amb l'afany de recuperar la nostra arquitectura tradicional, després de sojornar molts estius a Gelida on formava part del nucli que hi arribà al tomban del segle xx. La construcció i inauguració fou ben coneguda als ambients literaris barcelonins de l'Ateneu i el Cafè Colom, ja que els millors escriptors i poetes del moment, amics de l'amo, li oferiren un llibret (edició de 33 exemplars) titulat La Casa Nova l'abril del 1929. Aquesta colla d'amics eren Ferran Agulló, Joaquim Cabot, Enrich de Fuentes, Ramon Garriga, pvre., Joan M. Guasch, Francesc Masferrer, Francesc Matheu, Puget, Joan Ruic i Porta, Joan Santamaria, Lluís Via, i una cançó amb lletra de J.M. Guasch i música d'Amadeu Vives, titulada «Cançó del viure feliç».